# Mignon Fogarty
Mignon Fogarty (ur. 1967) – amerykańska podkasterka, popularyzatorka standardowego języka angielskiego.
Bakalaureat z zakresu filologii angielskiej uzyskała na Uniwersytecie Waszyngtońskim. Ukończyła także studia magisterskie z zakresu biologii na Uniwersytecie Stanforda.
Zajmuje się poradnictwem językowym. Jest założycielką sieci podkastów „Quick and Dirty Tips”. Tworzy podkast „Grammar Girl”, wydany również w wersji książkowej. Jej dorobek popularyzatorski obejmuje także sześć innych poradników pisarskich, 
Deklaruje tolerancyjny stosunek do odrębności językowych. Jej działalność koncentruje się na wyjaśnianiu konwencji angielszczyzny standardowej i innych przepisów kierujących prestiżową praktyką językową.